# Kaede Nakamura
Kaede Nakamura (jap. 中村 楓, Nakamura Kaede; * 3. August 1991 in Iwate) ist eine japanische Fußballspielerin.

## Karriere

### Verein
Sie begann ihre Karriere bei Albirex Niigata.

### Nationalmannschaft
Nakamura wurde 2017 in den Kader der japanischen Nationalmannschaft berufen und kam bei der Algarve-Cup 2017 zum Einsatz. Insgesamt bestritt sie drei Länderspiele für Japan.